# 巴尔扎克 (夏朗德省)
巴尔扎克（法語：Balzac，法語發音：[balzak]）是法国夏朗德省的一个市镇，位于该省中部，夏朗德河右岸，属于昂古莱姆区，同时也是大昂古莱姆城市公共社区的一部分。

## 地名
巴尔扎克和法国文学家巴尔扎克重名，但事实上两者并无直接联系。巴尔扎克作为地名早在中世纪中期就已出现。

## 地理
巴尔扎克（45°42'35"N, 0°8'11"E）面积9.64 平方千米，位于法国新阿基坦大区夏朗德省，该省份为法国西部内陆省份，北起德塞夫勒省和维埃纳省，东临上维埃纳省，东南至多尔多涅省，南至多爾多涅省，西接滨海夏朗德省。
与巴尔扎克接壤的市镇（或旧市镇、城区）包括：尚涅、贡-蓬图夫尔、夏朗德河畔圣伊里耶、万代勒。

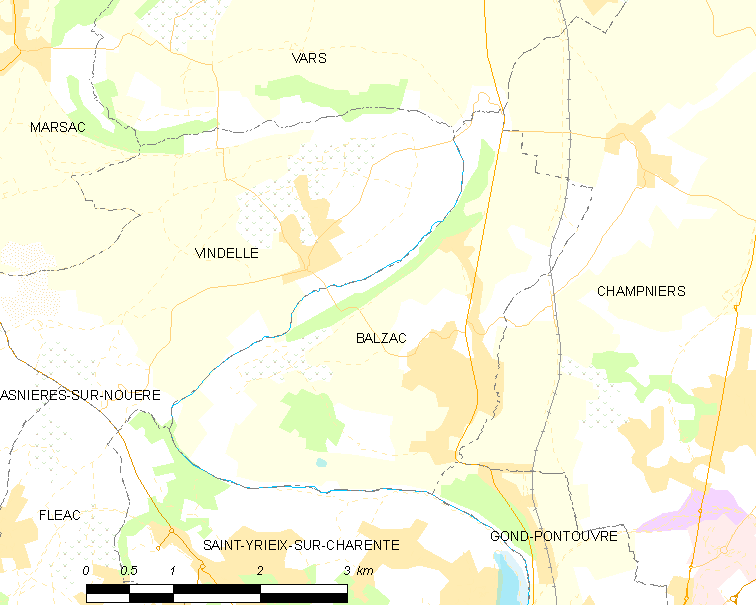
的OSM定位图

巴尔扎克的时区为UTC+01:00、UTC+02:00（夏令时）。

## 行政
巴尔扎克的邮政编码为16430，INSEE市镇编码为16026。

## 政治
巴尔扎克所属的省级选区为贡-蓬图夫尔县。

## 人口

1962-2008年间人口变化图示

巴尔扎克于2022年1月1日时的人口数量为1401人。

## 交通
夏朗德省省道D105线、D406线和D737线在镇中心交汇。